# Guarará
Guarará este un oraș în Minas Gerais (MG), Brazilia.